# Bolazec
Bolazec [bɔlazɛk] est une commune du département du Finistère, dans la région Bretagne, en France.

## Géographie

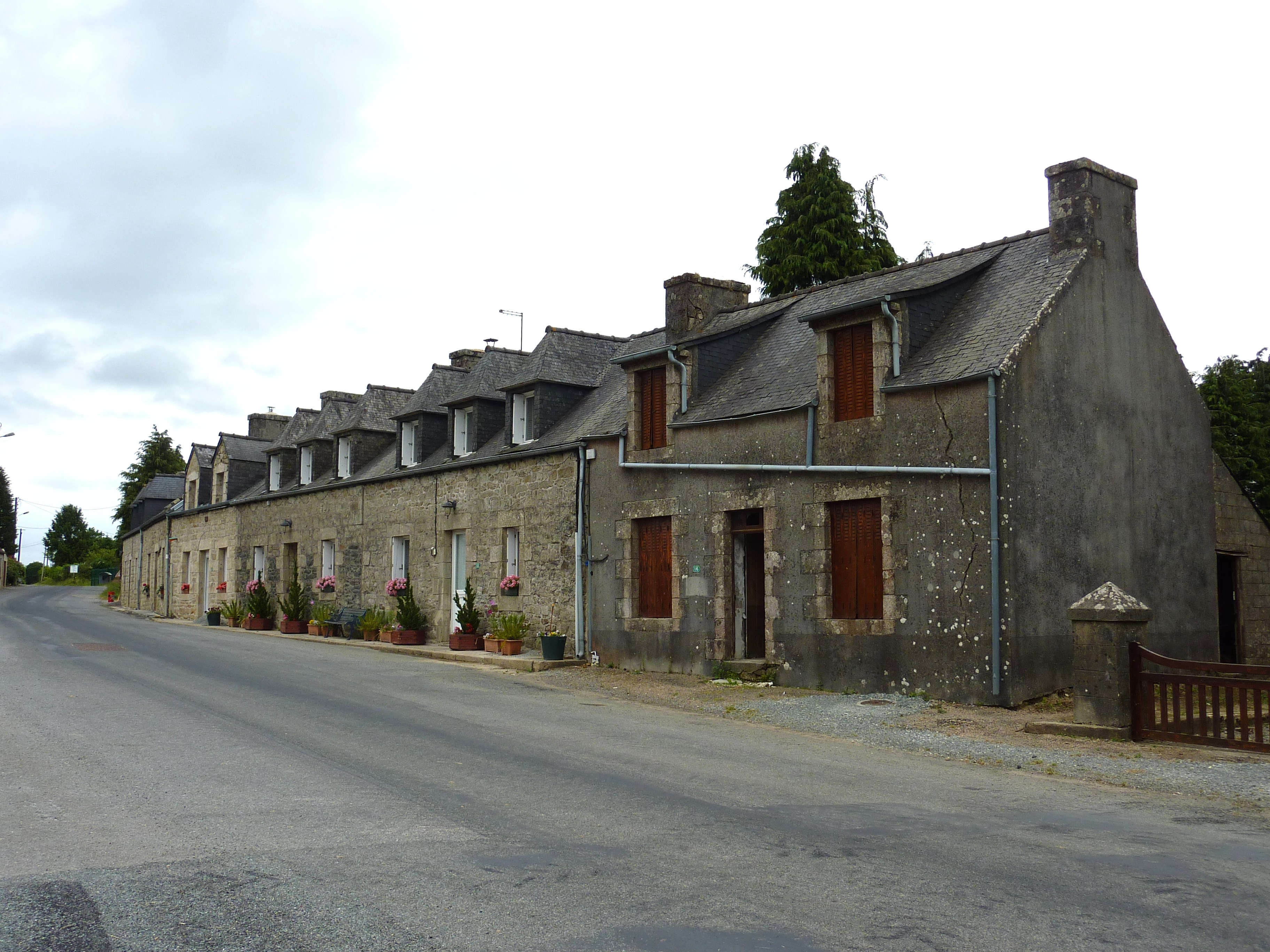
Longères route de Plougras.

Ancienne trêve de Scrignac, Bolazec est élevée au statut de paroisse lors du Concordat de 1801. Sa superficie ne dépasse pas 1 747 hectares, bornée à l'est et à l'ouest par les rivières de l'Aulne et du Rudalveget. Située près de la source de l'Aulne, Bolazec est la commune la plus à l'est du parc naturel régional d'Armorique, en limite du département des Côtes-d'Armor (arrondissement de Châteaulin, canton de Huelgoat). Elle fait partie avec Berrien, Huelgoat, Locmaria-Berrien et Scrignac de la « communauté de communes des Monts d'Arrée ». La commune fait aussi partie du parc naturel régional d'Armorique dont elle est la commune située à son extrémité orientale.
Les trois principaux cours d'eau traversant la commune sont l'Aulne, qui limite la partie orientale du territoire communal, le Hellès et le Rudalgevet, limitrophes de la partie occidentale de la commune.
La commune comptait 24 exploitations agricoles en 1999.
| Botsorhel | Plougras (Côtes-d'Armor) | Lohuec (Côtes-d'Armor)    |
|           | Bolazec                  | Plourac'h (Côtes-d'Armor) |
| Scrignac  |                          | Carnoët (Côtes-d'Armor)   |

### Gêologie
Des émissions volcaniques datant du dévonien inférieur ont été identifiées à Bolazec et Lohuec.

### Hydrographie
Pour un article plus général, voir Réseau hydrographique du Finistère.
La commune est située dans le bassin Loire-Bretagne. Elle est drainée par l'Aulne, le Roudouhir, le ruisseau le Fouessigou et divers autres petits cours d'eau,.
L'Aulne, d'une longueur de 144 km, prend sa source dans la commune de Lohuec et se jette  dans la rade de Brest en limite de Landévennec et de Rosnoen, après avoir traversé 27 communes. 
Le Roudouhir, d'une longueur de 12 km, prend sa source dans la commune de Plougras et se jette  dans l'Aulne à Carnoët, après avoir traversé cinq communes. 

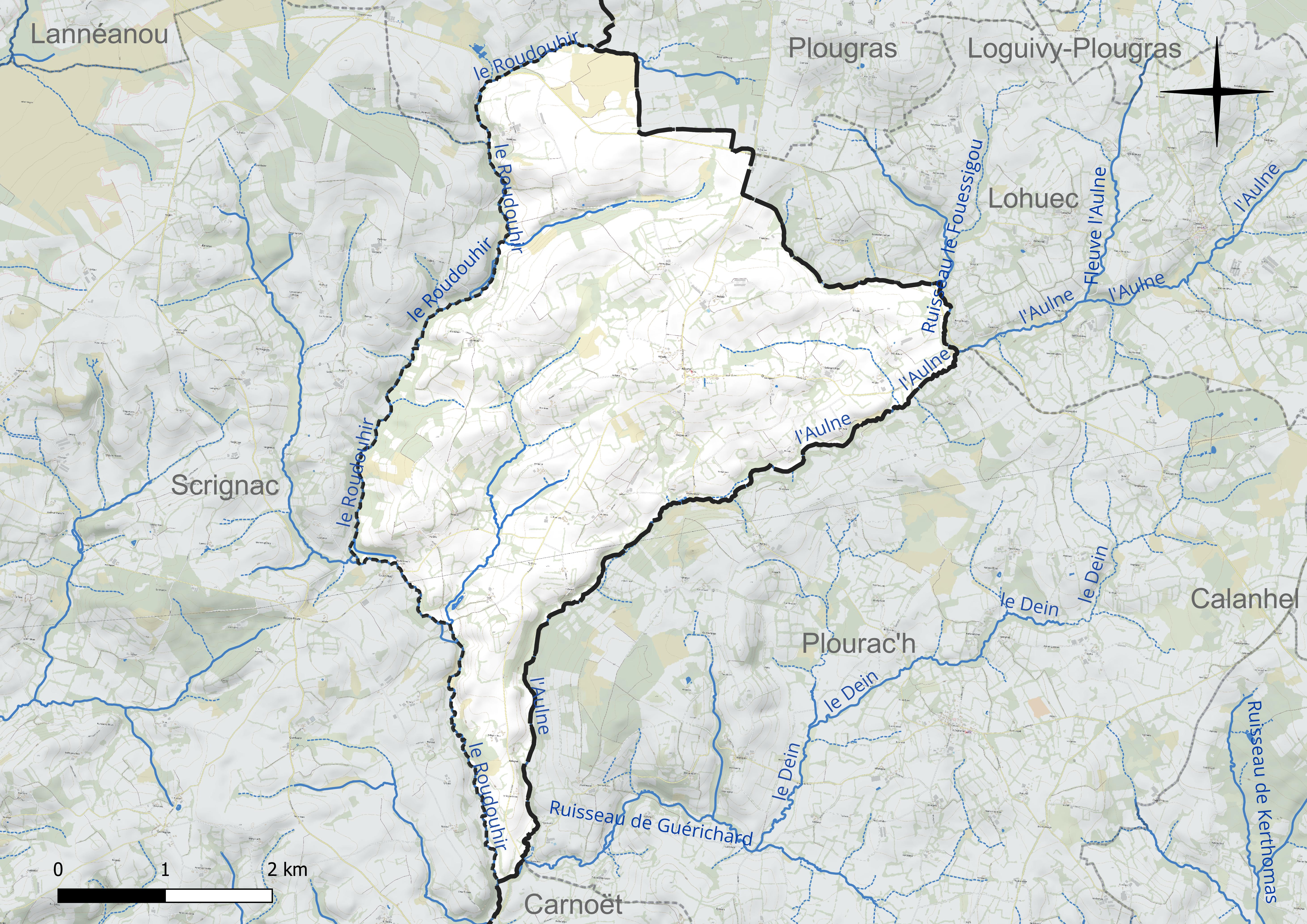
Réseau hydrographique de Bolazec.

### Climat
Pour des articles plus généraux, voir Climat de la Bretagne et Climat du Finistère.
En 2010, le climat de la commune est de type climat océanique franc, selon une étude du CNRS s'appuyant sur une série de données couvrant la période 1971-2000. En 2020, Météo-France publie une typologie des climats de la France métropolitaine dans laquelle la commune est exposée à un climat océanique et est dans la région climatique  Finistère nord, caractérisée par une pluviométrie élevée, des températures douces en hiver (6 °C), fraîches en été et des vents forts. Parallèlement l'observatoire de l'environnement en Bretagne publie en 2020 un zonage climatique de la région Bretagne, s'appuyant sur des données de Météo-France de 2009. La commune est, selon ce zonage, dans la zone « Monts d'Arrée », avec des hivers froids, peu de chaleurs et de fortes pluies.
Pour la période 1971-2000, la température annuelle moyenne est de 10,8 °C, avec  une amplitude thermique annuelle de 11,5 °C. Le cumul annuel moyen de précipitations est de 1 150 mm, avec 16,9 jours de précipitations en janvier et 8,6 jours en juillet. Pour la période 1991-2020, la température moyenne annuelle observée sur la station météorologique la plus proche, située sur la commune de Carhaix-Plouguer à 19 km à vol d'oiseau, est de 11,4 °C et le cumul annuel moyen de précipitations est de 1 112,4 mm,. Pour l'avenir, les paramètres climatiques de la commune estimés pour 2050 selon différents scénarios d'émission de gaz à effet de serre sont consultables sur un site dédié publié par Météo-France en novembre 2022.

## Urbanisme

### Typologie
Au 1er janvier 2024, Bolazec est catégorisée commune rurale à habitat très dispersé, selon la nouvelle grille communale de densité à 7 niveaux définie par l'Insee en 2022.
Elle est située hors unité urbaine et hors attraction des villes,.

### Occupation des sols
L'occupation des sols de la commune, telle qu'elle ressort de la base de données européenne d'occupation biophysique des sols Corine Land Cover (CLC), est marquée par l'importance des territoires agricoles (91,2 % en 2018), une proportion sensiblement équivalente à celle de 1990 (92 %). La répartition détaillée en 2018 est la suivante : 
terres arables (37,3 %), zones agricoles hétérogènes (36,8 %), prairies (17,2 %), forêts (6,7 %), milieux à végétation arbustive et/ou herbacée (2 %). L'évolution de l'occupation des sols de la commune et de ses infrastructures peut être observée sur les différentes représentations cartographiques du territoire : la carte de Cassini (XVIIIe siècle), la carte d'état-major (1820-1866) et les cartes ou photos aériennes de l'IGN pour la période actuelle (1950 à aujourd'hui).

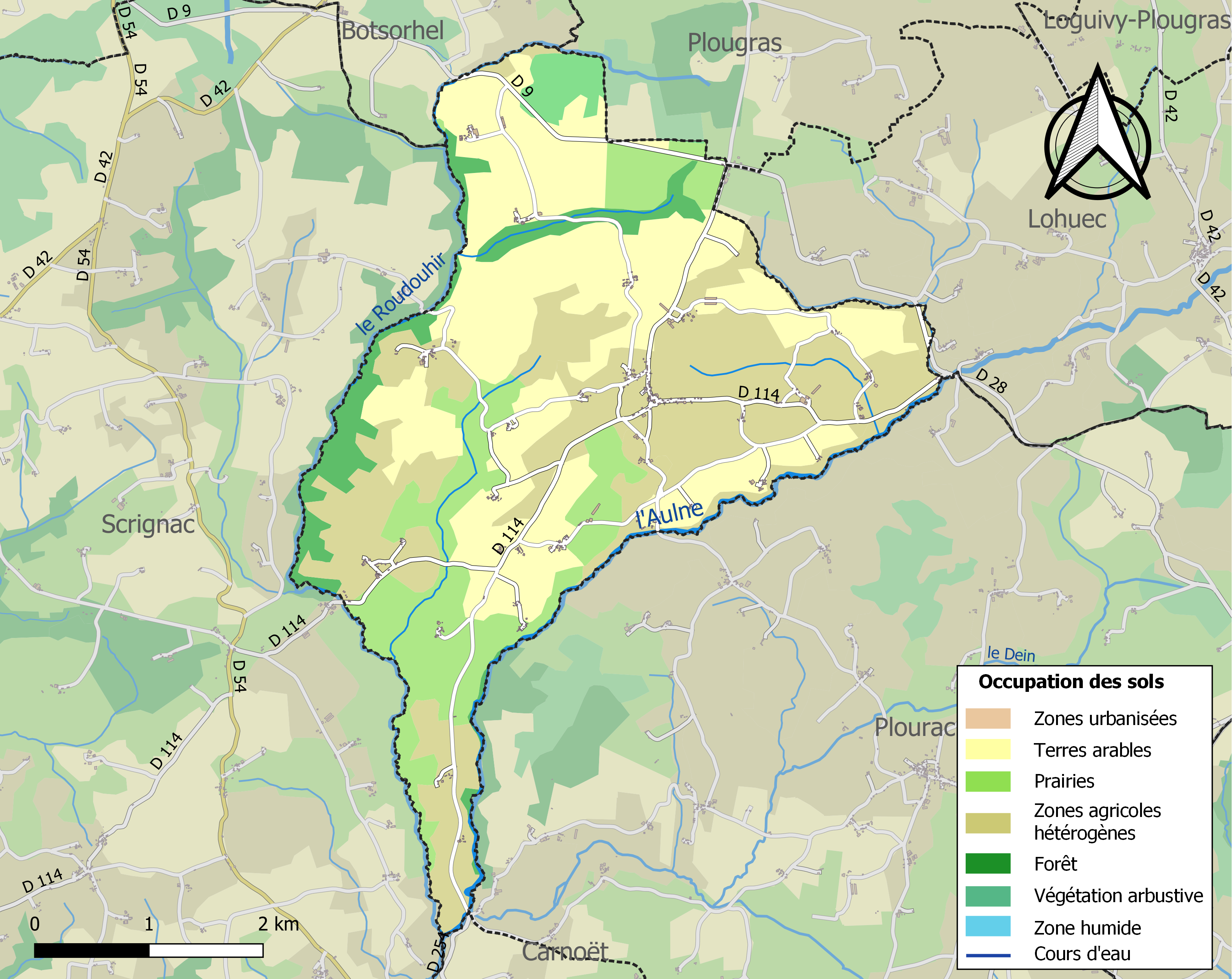
Carte des infrastructures et de l'occupation des sols de la commune en 2018 (CLC).

## Toponymie
Le nom breton de la commune est Bolazeg.
On trouve cités dans les archives les noms de Botglazec en 1448 et 1481 et Botlazec en 1679.
Le nom de Bolazec provient du mot « Botglasuc » qui signifie littéralement « buisson vert » ou plutôt « buisson de verdure ». Selon une autre source, le nom proviendrait de Bot (« résidence ») et Glazec (nom d'une ancienne famille noble).
La motte castrale de Bolazec, dite « Kastell Voudenn », pourrait alors avoir été le siège du seigneur Glazec.

## Histoire

### Les origines
La plus ancienne trace d'occupation humaine retrouvée à ce jour concerne un tumulus de l'âge du bronze situé à l'est de Lesnevez.
L'époque gallo-romaine a également laissé des éléments patrimoniaux : à Bezidel un habitat a été mis au jour lors de fouilles archéologiques (beuz vient de buis, arbuste importé par les Romains en Gaule pour agrémenter leurs villas). L'ancienne voie romaine dite des Quatre Chemins (de Carhaix à Plestin-les-Grèves) traversait le territoire de Bolazec à partir de Ty Guen, au nord. Elle passait à quelques centaines de mètres de Bezidel puis la voie faisait une courbe pour éviter un terrain marécageux avant le bourg de Bolazec. Après ce dernier, la voie descendait au moulin de Hilvern, unique passage sur l'Aulne. Ty Guen reste aujourd'hui un carrefour important de la route de Guerlesquin à Huelgoat avec la route reliant Morlaix à Carhaix.

### Au Moyen Âge et pendant l'ancien régime
Deux sites de mottes castrales du XIe ou  XIIe siècle ont été retrouvés au Helles, où il reste des vestiges intéressants, et près de Petit Bolazec.
La seigneurie du Helles en 1445 appartient à Jean du Poulmic et Jeanne du Beaumanoir. Cette dernière épouse en secondes noces Jean de Kerimel, chambellan du duc de Bretagne, notamment seigneur de Kerbrat et de Montafilant en Scrignac.
Les trois seigneuries du Helles, en Bolazec, de Kerbrat et de Montafilant, en Scrignac, ont fusionné au début du XVIe siècle et ont appartenu à la famille de Boiséon par le mariage de Marie de Kerimel avec Claude de Boiséon le 28 avril 1522. La famille de Boiséon les a vendu en 1677 à Jacques Allain, sieur de la Marre, banquier établi à Morlaix. La seigneurie du Helles tenait en fief le manoir du Helles, dont la chapelle était en ruine en 1678, situé à proximité de la motte féodale, le fief de Lesnevez et le fief du Hallégoet. En 1678, dans l'église de Bolazec, les sieurs du Hallégoet possédaient une chapelle, nommée la chapelle du Sacre, avec sculptés dans l'autel deux blasons : le premier étant de trois jumelles de gueules au champ d'argent qui appartient à la famille du Parc de Locmaria et le second trois barrées en dix en fond d'azur.
La seconde enceinte fortifiée, appelée Castel-ar-Vouden correspond au château de la Motte. Elle est située à proximité du village de Bolazec Bian et correspond aux 4 parcelles nommées prat ar Bouden du cadastre de 1831. Le château de Bouden est encore identifiable sur la carte satellite de Bolazec. Une des particularités de Bolazec réside dans le grand nombre de fiefs nobles et roturiers situés à proximité de cette enceinte qui dépendent directement du Roi et de la châtellenie de Carhaix sans être par conséquent placés sous la dépendance d'une seigneurie.
Le village même de Bolazec pourrait probablement avoir son origine au manoir des Botglazec qui a donné son nom à la commune (de "bot" résidence associé au nom de la famille). Les Botglazec sont mentionnés en 1448 à Scrignac et étaient aussi possessionnés dans les paroisses voisines de Guerlesquin, Botsorhel et Guerlesquin ; leur dernière branche se fond dans celle des Coatmen vers 1580.
Les autres lieux nobles cités aux XVe et XVIe siècles concernent, outre des manoirs, des métairies nobles dépendant de quelques seigneurs locaux (Clevede, de Boiseon, Guinamant, du Dresnay, du Parc). Ils concernent le Hellegoat Braz -fief noble de la seigneurie du Hellez-, Kersilé -fief noble dépendant de la seigneurie de Coatrescar en Plourac'h-, Lesnevez -fief noble de la seigneurie du Hellez-, La Salle -fief noble de la seigneurie de Kerlosquet en Plourac'h-, Pors Bihan -fief noble dépendant directement de la châtellenie de Carhaix- mais seuls quelques maigres vestiges subsistent aujourd'hui au Hellegoat Braz et à Kersilé. Cette présence noble est peut-être à mettre au compte de la situation géographique de Bolazec, point de passage entre la côte nord (Morlaix) et la ville de Carhaix au sud, seule véritable voie de communication des monts d'Arrée avec la voie romaine Carhaix-Brest. Cependant, la présence de landes et de marécages et la pauvreté des sols n'ont pas permis une implantation durable des manoirs. Les hameaux au statut noble sont souvent devenus de simples fermes avant la fin de l'Ancien Régime.
En 1591, Jan de Kerampuil, procureur du Roi à Carhaix, voulut sanctionner les paroisses de la juridiction de Carhaix qui étaient entrées en rébellion contre le Roi et avaient adhéré « aux ennemis de Sa Majesté & émancipées de son obéissance, du nombre desquelles (...) Bolazec.»
Avant la Révolution française, Bolazec était une simple trève de Scrignac et c'est lors du Concordat en 1801 que Bolazec est élevé au statut de paroisse. A la veille de la révolution, le 7 mai 1789, François Gueguen fabrique de la paroisse, passe un marché avec deux maçons, Yves Marrec et Pierre Grubil, pour la démolition et la reconstruction du pignon et du clocher de l'église pour une somme de 807 livres (Registre des actes des contrôles de Callac, juin 1788-juin 1789 p. 90).

### Pendant laRévolution française
L'élection du premier corps municipal de Scrignac en décembre 1789 déplaît aux habitants de Bolazec qui nomment Jacques Le Corre, de Kerbalanen, premier maire de la commune de Bolazec en juin 1790.
En 1792, le curé de Bolazec, François Cosquer, originaire de Scrignac, refuse de prêter serment de fidélité à la Constitution civile du clergé. Dénoncé, il est arrêté le 14 septembre 1793 à La Forêt en Bolazec où il se cachait chez son frère agriculteur. Bien que condamné à mort à Landerneau, il ne fut pas exécuté et libéré fin 1795 après 27 mois de prison. Il redevint curé de Bolazec jusqu'en septembre 1809, date où il fut nommé à Pouldreuzic. Bolazec fut alors sans clergé pendant une vingtaine d'années, redevenant une simple annexe de Scrignac.
Au printemps 1796, une bande de chouans de Scrignac incendie la demeure, l'étable et la grange de Louis Plusquellec, officier municipal de Bolazec et rançonne Jean Gueguen, meunier d'Hilvern et ancien maire. Le 22 août 1796, Yves Derrien, âgé de 45 ans et frère de l'agent municipal Guillaume Derrien, est tué d'un coup de fusil dans la cour du manoir de Hallegouet par un soldat de la première compagnie de grenadiers de la 197e demi-brigade.
Quatre officiers chouans de Jean François Edme Le Paige de Bar sont arrêtés le 13 février 1799 à Bolazec par un détachement de la 13e demi-brigade légère commandé par le lieutenant Brice, sur la dénonciation de François Marie Buhot de Kersers, ancien prêtre défroqué de Guerlesquin, dont la tête est mise à prix par les chouans. Il s'agissait de Jean-Louis Tanguy, dit Ulysse neveu de l'abbé Dohollou, Roland Madiou, dit Sans-Quartier son cousin ancien notaire, tous deux originaires de Plouégat-Moysan, Yves-Gilles Hamon, dit La Douceur et Jacques Lambert dit Le Sacreur.
Le 9 mars 1801, le nouveau préfet du Finistère, François Joseph Rudler, est attaqué près de Bolazec par une bande de chouans dirigée par Jean François Edme Le Paige de Bar. Le préfet énonce que : « Une trentaine de chouans cachés dans des fossés a fait feu sur ma voiture et sur l'escorte que l'on m'avait donné en entrant dans le département. La bonne contenance de la 31e demi-brigade leur a tellement imposé, qu'ils ont disparu aussitôt. Aucun des soldats de mon escorte n'a été blessé, plusieurs ont eu cependant leurs chapeaux percés de balles, et l'un des chevaux de ma voiture a reçu un coup de feu. »

### AuXIXesiècle

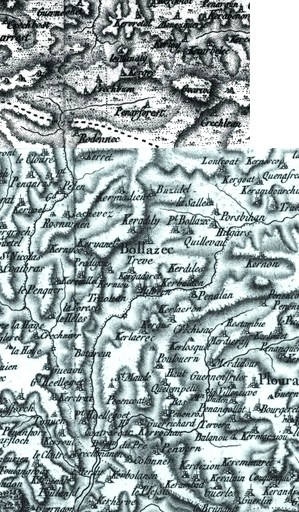
Carte de Cassini : les environs de Bolazec.

Sous l'Ancien Régime et dans la première moitié du XIXe siècle, la commune est pauvre : le grain cultivé ne suffisait pas à la consommation, il fallait en importer. Jacques Cambry dans son Voyage dans le Finistère en 1795 parle de quelques portions de terres fertiles, de l'aspect misérable qu'offre le bourg de Bolazec. En 1845, les terres labourables couvrent 645 hectares pour 827 de landes et d'incultes, le reste étant couvert de prés et de pâtures, de bois, de vergers et de jardins. Avec les progrès de l'agriculture, le recensement montre une augmentation de la population quasi constante jusqu'en 1911 avec 941 habitants contre 382 en 1800. Après la Première Guerre mondiale, la population commence à diminuer en raison de l'exode rural et des mutations de l'agriculture pour atteindre 198 habitants en 1999. Aujourd'hui, malgré cet exode rural, l'activité agricole reste importante à Bolazec avec environ quatorze fermes en activité sur la commune.
La modestie du patrimoine bâti est directement liée à la situation économique de Bolazec, territoire peu prospère marqué jusqu'à la fin du XIXe siècle par la pauvreté de son sous-sol. Quelques édifices et édicules intéressants émergent cependant de l'ensemble : l'église paroissiale avec son clocher-porche et sa tour d'escalier du XVIIe siècle, le presbytère daté de 1829, le calvaire et la croix des XVe et XVIe siècles, l'ancienne école communale de 1879. L'architecture rurale traditionnelle a laissé quelques rares réalisations de qualité qui remontent à la fin du XVIe siècle et au XVIIe siècle. Elle connaît une période de reconstruction à partir du troisième quart du XIXe siècle, corroborée par un contexte démographique et économique devenu plus favorable.

### LeXXesiècle

#### La Belle Époque
En réponse à une enquête épiscopale organisée en 1902 par Mgr Dubillard, évêque de Quimper et de Léon en raison de la politique alors menée par le gouvernement d'Émile Combes contre l'utilisation du breton par les membres du clergé, le desservant de Bolazec écrit : « Quelques rares paroissiens comprennent un peu le français ».
Bolazec fut sans prêtre pendant une vingtaine d'années au début du XXe siècle.

#### La Première Guerre mondiale
Selon le fichier « Mémoire des Hommes », Bolazec a été particulièrement touché par la Première Guerre mondiale : 47 soldats originaires de la commune sont « morts pour la France », soit 5,0 % de la population communale de 1911 (France : 3,0 % ; Finistère : 3,7 %).

### Les écoles
Bolazec aurait connu 4 écoles successives: la première, catholique, dans les deux premiers tiers du XIXe siècle, était implantée dans une maison du bourg. Entre 1879 et 1883 se construit la première école communale pour les garçons, à laquelle s'ajoute une seconde classe en 1906. En 1933 une école de filles et une mairie sont construits sur un terrain jouxtant le presbytère, au nord de l'église paroissiale ; l'école des filles est inaugurée le 28 avril 1935. Dans les années 1950, une quatrième école se construit route de Callac qui ferme à son tour en 1987.
Le Conseil municipal de Bolazec fut en 1934 le second, après celui de Guerlesquin, à adopter un vœu demandant l'enseignement du breton.

#### LaMissionde 1920
Du 18 au 27 juin 1920, une "Mission" se déroule à Bolazec. La population semble alors assez peu fréquenter l'église. L'hebdomadaire de l'évêché de Quimper, le Courrier du Finistère écrit alors : « Il fallait livrer assaut à la torpeur spirituelle de ces primitifs, ataviquement hostiles aux innovations et peu accessibles à l'enthousiasme ».
La mission est prêchée par trois frères Capucins venus de paroisses assez lointaines, l'un de Plogonnec, le second de Goudelin, le troisième du séminaire de Pont-Croix. L'hebdomadaire le Courrier du Finistère, qui appartient à l'évêché de Quimper, écrit : « L'église avait son assistance des grands jours le dimanche de la fête du Sacré-Cœur (...) lorsque le Père supérieur ouvrit la Mission lors de la grand'messe ». Des cérémonies ont lieu tous les jours : « Le jeudi, pour la cérémonie des laboureurs, un trône s'élève au milieu du chœur.(...) Trois autels sont dressés près des fonts baptismaux, du confessionnal et de la Table Sainte et Jésus-Christ hostie est escorté par les hommes portant des cierges » ; le lendemain, deux cents personnes communient : « le vendredi, la grande croix de l'église a été descendue, une estrade se dresse comme la veille, au milieu du chœur. Le Christ y est déposé, entouré d'autant de couronnes qu'il y a de familles dans la paroisse. C'est le souvenir de mission qu'à la demande des Pères on emportera après la cérémonie pour le conserver au foyer et les assistants, avec un ordre que leur piété peut seule expliquer, viennent un à un baiser les pieds du crucifix, et les mères y appliquer les lèvres de leur enfant. » Le dimanche suivant est jour de grande cérémonie et « 200 communiants vinrent se joindre aux 200 qui les avaient précédés. ».

#### La Seconde Guerre mondiale

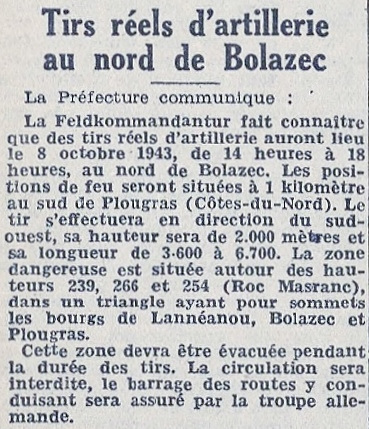
Tirs d'artillerie allemands à Plougras, Bolazec et Lannéanou le 8 octobre 1943 (article publié dans le journal La Dépêche de Brest et de l'Ouest).

Le 18 mars 1944, le car de Bolazec transportant une cargaison de tabac de la manufacture de Morlaix est intercepté à Coat-ar-Herno par des individus masqués.
Selon le journal La Dépêche de Brest, le 21 mars 1944 vers 21 h, deux individus armés, l'un d'un fusil de chasse et l'autre d'un révolver, sont pris en flagrant délit de vol au Hellès en Bolazec. L'un d'eux, Henry Nedelec, originaire de Scrignac, est tué à coups de couteau par le fils du propriétaire. Le second, Jean-Pierre Masson du maquis de Scrignac depuis le 15 août 1943, est arrêté et emprisonné à Quimper. Condamné à mort par un tribunal allemand le 30 juin 1944, il sera fusillé le 9 août 1944 à la prison de Fresnes comme résistant. Le 24 mars 1944 vers 20 h 30, des inconnus armés d'une mitraillette se présentent à la ferme du Hellès et ouvrent le feu, tuant le fils et la fille du propriétaire et blessant gravement le père.

Le 22 mars 1944, des individus armés se rendent à la mairie de Bolazec pour se faire remettre les tickets d'alimentation de la commune.
Le 8 juin 1944, sur invitation du maire de Bolazec, les maquisards du bataillon Giloux éliminent deux sentinelles allemandes du dépôt d'armes de la commune. Après récupération d'armes, munitions et équipements, le local est incendié.
Le lendemain de l'embuscade de Louscoat en Lohuec, le 10 juin 1944, pendant laquelle Pierre-Marie Le Gac, instituteur de Bolazec perd la vie, les Allemands procèdent à des arrestations au bourg de Bolazec et tuent Catherine Elies, âgée de 32 ans, épouse d'un autre instituteur arrêté, et Gisèle Le Bras, âgée de 21 ans.

## Démographie
| 1793 | 1800 | 1806 | 1821 | 1831 | 1836 | 1841 | 1846 | 1851 |
| ---- | ---- | ---- | ---- | ---- | ---- | ---- | ---- | ---- |
| 508  | 382  | 720  | 670  | 531  | 650  | 669  | 692  | 704  |

| 1856 | 1861 | 1866 | 1872 | 1876 | 1881 | 1886 | 1891 | 1896 |
| ---- | ---- | ---- | ---- | ---- | ---- | ---- | ---- | ---- |
| 717  | 750  | 819  | 814  | 815  | 777  | 844  | 840  | 825  |

| 1901 | 1906 | 1911 | 1921 | 1926 | 1931 | 1936 | 1946 | 1954 |
| ---- | ---- | ---- | ---- | ---- | ---- | ---- | ---- | ---- |
| 856  | 872  | 941  | 918  | 894  | 829  | 778  | 661  | 579  |

| 1962 | 1968 | 1975 | 1982 | 1990 | 1999 | 2005 | 2006 | 2010 |
| ---- | ---- | ---- | ---- | ---- | ---- | ---- | ---- | ---- |
| 544  | 479  | 394  | 297  | 243  | 198  | 206  | 210  | 192  |

| 2015 | 2020 | 2022 | - | - | - | - | - | - |
| ---- | ---- | ---- | - | - | - | - | - | - |
| 204  | 179  | 172  | - | - | - | - | - | - |

Commentaire : Si l'on met de côté la population indiquée pour l'année 1800 qui semble aberrant (ou à tout le moins inexpliqué), la population de Bolazec a évolué en dents de scie pendant le XIXe siècle, atteignant un premier maximum secondaire en 1806 (720 habitants), un premier minimum secondaire en 1831 (531 habitants, soit une perte de 189 personnes en 25 ans) ; la population recommence à croître pendant le deuxième tiers du XIXe siècle, gagnant 288 habitants (+ 54 % en 35 ans) entre 1831 et 1866, stagnant ensuite quelque temps pour recommencer à augmenter jusqu'en 1911, date du maximum démographique avec 941 habitants. Depuis, la population a décliné régulièrement tout au long du XXe siècle, perdant 743 habitants (-79 %) en presque un siècle entre 1911 et 1999  en raison d'un fort exode rural. Une petite reprise démographique est constatée pendant le dernier intervalle intercensitaire entre 1999 et 2006 avec un gain minime de 8 habitants en 7 ans !
Le solde naturel reste négatif : entre 1999 et 2008, 27 décès ont été enregistrés pour 11 naissances seulement en 9 ans, soit un déficit de 16 personnes. Certaines années n'ont enregistré aucune naissance (2002 et 2007 par exemple). Le vieillissement de la population est net : en 2007, 38 % de la population est âgée de 60 ans et plus alors que 13 % seulement ont moins de 15 ans.
La densité de population communale est de 12 habitants par km² en 2006.

## Politique et administration
À la suite de la démission de Joseph Le Calvez et d'une adjointe, des élections partielles sont prévues en novembre 2016 puis reportées, en raison d'une nouvelle démission. Elles ont finalement lieu en janvier 2017 et le nouveau conseil municipal élit Coralie Jézéquel, qui vient d'y entrer, au poste de maire, entraînant la démission d'Alexia Guizouarn, maire par intérim, qui s'était également présentée.

## Monuments et sites

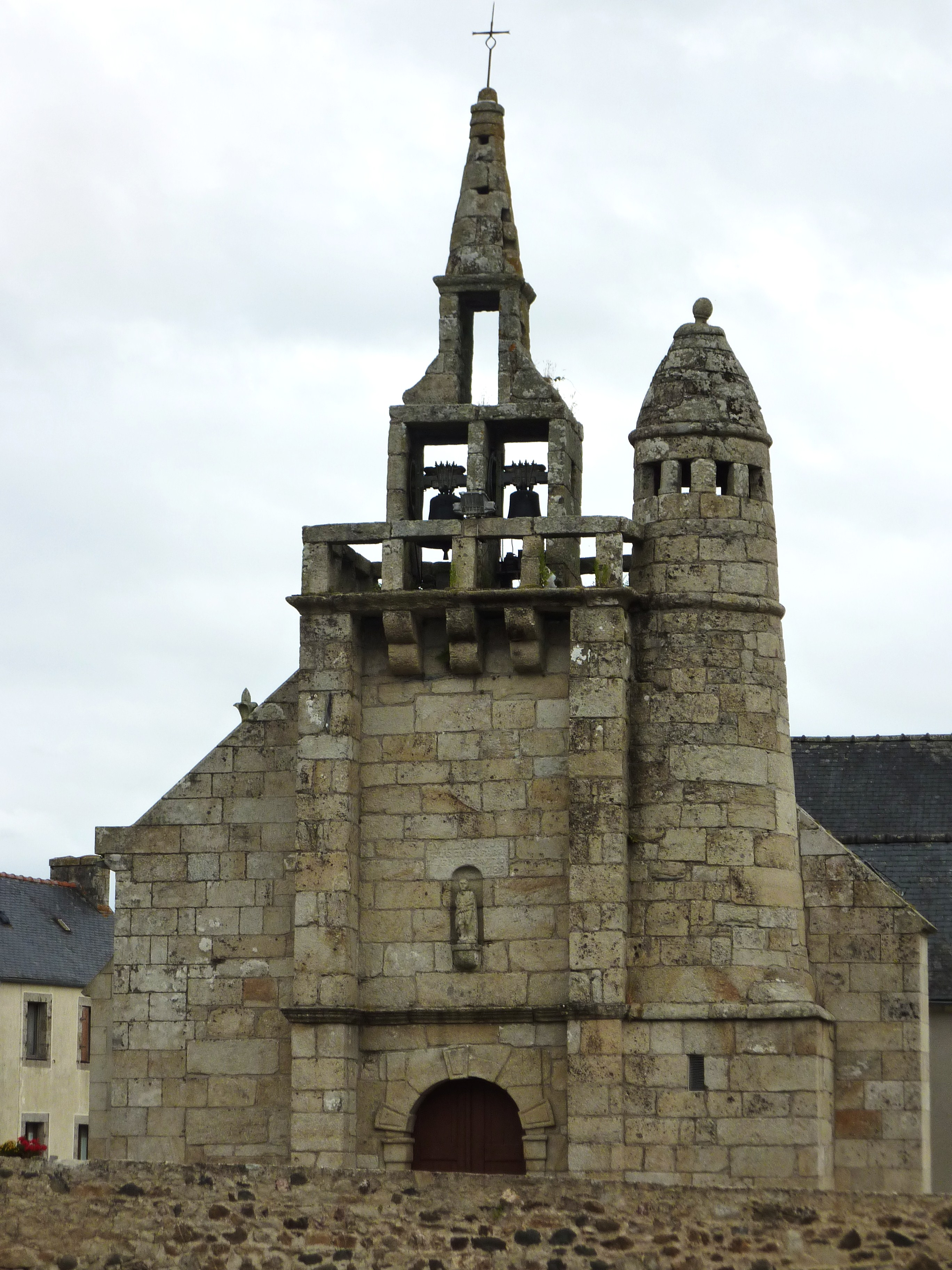
L'église paroissiale.
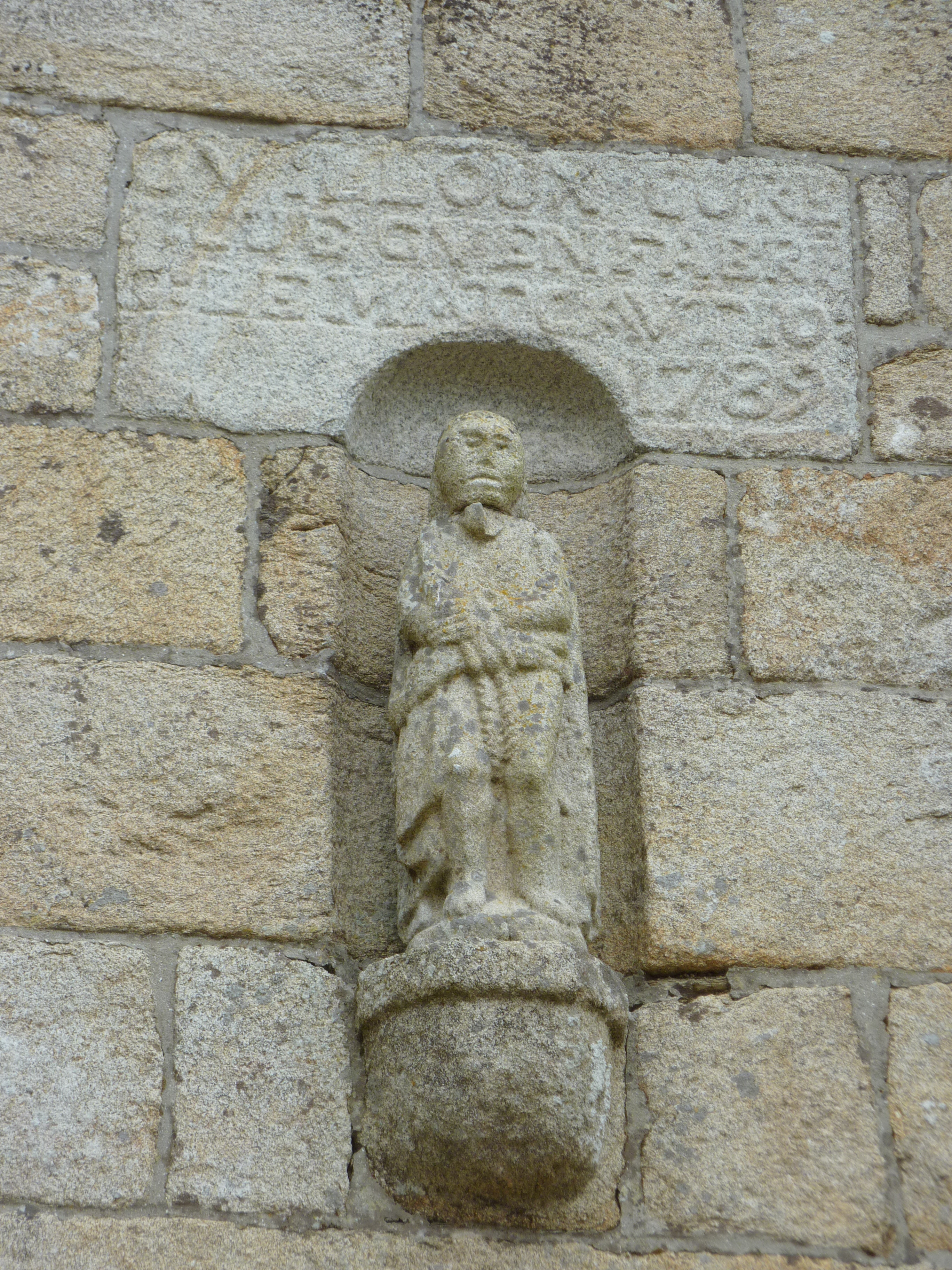
Statue et inscription sur le portail de l'église paroissiale.

- L'église paroissiale Notre-Dame et Saint-Guennal (dit aussi saint Guénaël) datait du XVIIe siècle, mais fut probablement restaurée en 1782 (une inscription au-dessus d'un portail gravé de la cartouche : « Guilloux curé, Guéguen fabric, Le Mat cautio 1782 » le laisse supposer) et reconstruite en 1865 par Jules Boyer[34]. Elle est en forme de croix latine. Le clocher de style trégorrois date de l'église du XVIIe qui était, semble-t-il, la chapelle du manoir de Botglazec. L'intérieur de l'église, pavé de dalles de schistes bleu-gris, est orné d'un mobilier de style néogothique datant du XIXe siècle et contient plusieurs statues dont un saint Michel terrassant le dragon[18]. En 1678, en haut de la maitresse vitre figurait un blason écartelé au premier et au second d'argent à trois bandes de sables, qui est de Kerimel, et au troisième et quatrième de sable au lion d'argent, qui est Kerouzere, sur le tout qui est d'azur au chevron d'argent accompagné de trois têtes de léopards d'or qui est Boiséon. Ces armes correspondent à Claude de Boiséon qui épousa Marie de Kerimel en 1522, fille de Jean de Kerimel, sieur de Coetnizan, Kerbrat et Goudelin et de Marie de Kerouzeré.
- L'ancienne chapelle Saint-Conogan, dédiée à saint Conogan, située dans le village de Kerod, est aujourd'hui disparue et une autre, restaurée en 1893, dans le bourg, devant la mairie. La réformation du domaine de 1678, indique que cette chapelle dépendait des seigneuries unifiées de Kerbrat-Montafilant-Helles et que sur le pignon était sculpté un écusson en bosse à trois bandes de sables qui sont les armes de la seigneurie de Kerbrat et à la famille de Kerimel dont Marie de Kerimel épousa en 1522 Claude de Boiséon.
- L'ancienne chapelle de Saint-Herbault, aujourd'hui disparue, qui était située le long de la route entre Kerveguen et Kersilé en 1678.
- Une croix avec des personnages datant du XVe siècle se trouve dans le cimetière.
- Une autre croix monumentale datant du XVIe siècle se trouve sur la place principale du bourg devant la mairie.
- Le manoir de Halgouët ou Hellegoat date de 1660, les bâtiments subsistants sont de style Renaissance.
- Le manoir de Kersilé n'est en fait qu'une simple maison de maître datant du XXe siècle mais des pierres utilisées pour sa construction sont probablement un réemploi provenant d'une ancienne métairie noble (porte en anse de panier, fenêtre à double accolade du XVIe siècle)[35].
- La motte féodale du Helles qui se trouve entre Scrignac et Bolazec.
- L'enceinte fortifiée de Castel-ar-Vouden (château de la Motte) entre les villages de Bolazec Bian et Porzbian. Le bulletin de la société d'émulation des Côtes-du-Nord indiquait en 1897 « à huit cents mètres au nord du village, dit le Petit Bolazec, est un monticule carré, dit Castel-ar-Vouden, de 25 mètres de côté, haut de 3 mètres au-dessus du sol, situé dans un pré. À l'est entre ce monticule et le chemin rural, est une chaussée longue de 80 mètres sur une largeur de couronne de 4 mètres, élevée de 1,50 mètre au-dessus de la prairie. Peut-être cette chaussée a-t-elle servi à retenir les eaux autour du monticule qui est rempli de pierrailles. »
- Les landes tourbeuses de Corn ar Harz s'étendent sur 27 ha au nord-est de Bolazec et constituent un patrimoine naturel exceptionnel.

## Personnalités liées à la commune
- Olivier Louis René du Parc (1724-1795), comte de Locmaria puis marquis du Parc de Locmaria, né au manoir du Hallégoet en Bolazec et mort à Nancy. Capitaine au régiment d'infanterie de Penthièvre en 1747, major du régiment des grenadiers, colonel du régiment provincial de Vesoul en 1771. Nommé brigadier d'infanterie en 1780 puis maréchal des camps du Roi en 1788.
- Charles du Parc (1760-1795), sieur de Penanguer  et de Locmaria, né au manoir du Hallégoet, lieutenant au régiment Colonel-Général infanterie, il émigre avec son colonel Louis Henri de Bourbon le 17 juin 1791. Il est nommé capitaine du régiment de Rohan. Il prit part avec les troupes royalistes au débarquement de Quiberon et fut blessé dans les combats. Prisonnier, il est fusillé le 1er août 1795 sur la plage de Keraud et enterré à la chartreuse d'Auray. Son nom est inscrit sur la plaque de marbre du monument élevé aux martyrs.
- Pascal Etienne du Parc (1761-1793), sieur de Penanguer, lieutenant de vaisseau du Roy, émigré il rejoint la Russie et sert comme major dans l'armée navale russe. Il décède en 1793 en Russie.
- Olivier du Parc (1765-1793), sieur de Penanguer, frère des précédents, également né au manoir du Hallégoet. Il entre à l'école royale de la Flèche en 1774 à l'âge de 9 ans, puis rejoint le collège royal militaire de Pontlevoy le 20 avril 1776 comme boursier du Roy. Sous-lieutenant au régiment Artois infanterie le 21 mai 1781 à 16 ans. Il rejoint l'armée de Condé et y décède en 1793.
- Anne-Marie Ropars (1834-1913), fille de François Ropars, maire de Bolazec.
- Pierre-Marie Le Gac, né à Carnoët, instituteur de Bolazec, est tué lors de l'embuscade tendue aux troupes allemandes le 10 juin 1944 à Lohuec sur la D 28. En son hommage, la 2e compagnie du bataillon FTP du maquis de Scrignac portait son nom.

## Légende
- Le serpent de Bolazec : bête énorme, le « serpent » serait apparu au facteur lors d'une des tournées en 1927. Devenu vite célèbre, il attira les curieux et un peintre de Morlaix peignit même le fameux serpent sur un mur de la salle des fêtes de la commune[36].

La dépêche de Brest évoque déjà dans son numéro du 31 mai 1924 le début de la légende du serpent de Bolazec. En effet, sous le titre Le serpent de Bolazec, un habitant de Huelgoat relate qu'un cultivateur, nommé Le Corre, a voulu couper les ronces dans une vieille carrière entre le village de La Salle et Bolazec Bian (probablement sur le site du Castel ar Vouden). Son chien tomba sur une bête étrange que le cultivateur identifia comme une couleuvre géante dégageant une forte mauvaise odeur. Les élèves de l'école de Bolazec et d'autres personnes dignes de foi se rendirent également dans l'ancienne carrière et aperçurent le fameux serpent et évaluèrent sa taille à 3 mètres 50 de long et gros comme une cuisse.
Il se pourrait que cette légende ne soit destinée qu'à ridiculiser les habitants de Bolazec, autrefois réputés limités intellectuellement. Un dicton local en breton précise d'ailleurs « An dud 'ba' Bolazeg n'anaont ket ar marc'h deus ar gazeg » (« Les gens à Bolazec ne distinguent pas le cheval de la jument »).